# Exalcidion
Exalcidion is een kevergeslacht uit de familie van de boktorren (Cerambycidae). De wetenschappelijke naam van het geslacht werd voor het eerst geldig gepubliceerd in 1977 door Monné.

## Soorten
Exalcidion omvat de volgende soorten:
- Exalcidion carenatum Monné, 1990
- Exalcidion tetracanthum Monné & Delfino, 1981
- Exalcidion tetramaston (White, 1855)